# Барун-Хасурта
Барун-Хасурта (рос. Барун-Хасурта) — улус Хоринського району, Бурятії Росії. Входить до складу Сільського поселення Удінське.
Населення — 237 осіб (2015 рік).